# Cantó de Lorrez-le-Bocage-Préaux
El cantó de Lorrez-le-Bocage-Préaux és un antic cantó francès del departament del Sena i Marne, que estava situat al districte de Fontainebleau. Comptava amb 16 municipis i el cap era Lorrez-le-Bocage-Préaux.
Al 2015 va desaparèixer i el seu territori va passar a formar part del cantó de Nemours.

## Municipis
- Blennes
- Chevry-en-Sereine
- Diant
- Égreville
- Flagy
- Lorrez-le-Bocage-Préaux
- Montmachoux
- Noisy-Rudignon
- Paley
- Remauville
- Saint-Ange-le-Viel
- Thoury-Férottes
- Vaux-sur-Lunain
- Villebéon
- Villemaréchal
- Voulx

## Història
| Data d'elecció                           | Identitat        | Partit           | Qualitat |
| ---------------------------------------- | ---------------- | ---------------- | -------- |
| 1945-1951                                | Clément Rocassel | radical          |          |
| 1951-1977                                | Roger Frot       | CNIP             |          |
| 1977-1988                                | Jean Deramaix    | CNIP             |          |
| 1988-                                    | Christian Frot   | RPR, després UMP |          |
| les dades anteriors no són pas conegudes |                  |                  |          |
|                                          |                  |                  |          |

## Demografia
| A partir de 1990: Població sense dobles comptes |